# Avenida Independencia (Washington D. C.)
En Washington D. C., la avenida Independencia o Independence Avenue es una principal calle de sentido este-oeste que recorre justo el norte del Capitolio de los Estados Unidos en los cuadrantes del Suroeste de Washington D. C. y Sureste de Washington D. C. La avenida es muy transitada por transeúntes y turistas.

## Nombre original
En el sistema de coordenadas cartesiano para las calles de Washington, la avenida Independence fue originalmente conocida como South B Street o Calle B Sur. Si hubiese quedado en el sistema de nombres de letras de la ciudad, el nombre actual sería Calle B, S.W. y S.E. (de sudoeste y sudeste), sin embargo, la avenida de la Constitución fue originalmente conocida como North B Street o Calle B Norte, y al tener dos calles principales tan cerca de ella en forma paralelas, ambas llamadas Calle B, hubiesen confundido a la gente. Sin embargo, sin embargo el nombre de la calle al otro lado del río Anacostia correspondiente a la avenida Independencia se llama Calle B, S.E.

## Ruta
La terminal occidental de la avenida Independencia es en 23rd Street, S.W., al sur del Monumento a Lincoln. En ese extremo, la avenida Independencia se une con Ohio Drive, en la cual se conecta con Rock Creek and Potomac Parkway, Interestatal 66, el E Street Expressway, y Whitehurst Freeway. En el extremo oriental, la avenida Independencia gira alrededor del Robert F. Kennedy Memorial Stadium para unirse con Puente Whitney Young Memorial.

### Memoriales
Los memoriales a lo largo de la avenida Independencia incluyen a Memorial Nacional a John Ericsson, Memorial a los Veteranos de la guerra de Corea, Monumento de Guerra al Distrito de Columbia, Memorial a Jean Paul Jones, y el Monumento al Holocausto.
- Datos: Q2358174
- Multimedia: Independence Avenue (Washington, D.C.) / Q2358174